# Estádio Municipal de Braga
Estádio Municipal de Braga – stadion piłkarski w Bradze, w Portugalii. Otwarty został 30 grudnia 2003 roku, koszt budowy wyniósł 200 milionów euro. Stadion mieści 30 286 widzów; posiada tylko dwie wysokie trybuny. Z pozostałych stron nie zostały takowe postawione – za jedną bramką znajduje się pusta przestrzeń, za drugą zaś lita skała. Obecnie mecze na nim rozgrywa drużyna Sportingu Braga. Był jedną z aren piłkarskich Mistrzostw Europy 2004.
Projektantem stadionu jest Portugalczyk Eduardo Souto de Moura, który został nagrodzony w 2011 roku Nagrodą Pritzkera. Stadion zbudowano z ponad miliona ton skał, które najpierw wysadzono, a później przemielono na cement, z którego wykonano projekt stadionu.